# Calendarul chinezesc
Calendarul chinez este un calendar (astronomic) întocmit după lună cu toate că ia în considerare un ciclu solar de un an. Ia de asemenea în considerare și ciclurile lunii (ciclurile selenare). Acest calendar (公曆 gōngli) este folosit pentru stabilirea sărbătorilor tradiționale din China și Taiwan, dar au preluat în același timp ca și majoritatea statelor din Asia, calendarul Gregorian (xili 西曆 xīli) . În Taiwan numerotarea anilor (analog la creștini cu Nașterea lui Hristos) începe din anul 1912 anul întemeierii Republicii China (Taiwan). Cele 12 animale care alcătuiesc un ciclu calendaristic sunt: șobolanul, bivolul, tigrul, iepurele, dragonul, șarpele, calul, capra, maimuța, cocoșul, câinele și porcul.

## Reguli
Calendarul de azi începe din anul 1645 și regulile calendarului se pot preciza într-o perioadă de 5 ani:
1. Punctul de referință este meridianul estic 120 (Peking: 116°25'O).
2. Ziua începe la miazănoapte
3. In prima zi a lunii este întotdeauna Luna nouă
4. Solstițiul de iarnă din emisfera nordică cade totdeauna în luna XI-a
5. Când e nevoie de o lună bisectă (analog anului bisect), va fi lună bisectă prima lună dintre două solstiții de iarnă Zhōngqì (chin. 中氣)

Cele 12 Zhōngqì împart orbita eliptică a pământului în 12 părți, fiecare parte având 30°, unde cele 2 solstiții și cele 2 echinocții sunt 4 Zhōngqì din cele 12 Zhōngqì. Perioada medie de timp dintre două Zhōngqì corespunde cu 1/12 dintr-un an tropical, respectiv 30,43685 zile și este ceva mai lung ca luna sinodică mijlocie de 29,53059 zile.
Dificultatea calculării calendarului chinez se datorează faptului că acesta nu ia în considerare valorile medii, ci se bazează pe datele astronomice exacte ale poziției lunii și soarelui.
Perioada de timp între două Zhōngqì variază între 29,44 și 31,44 de zile, iar o lună sinodică variază între 29,27 și 29,84 de zile.
Din această cauză destul de rar dar poate fi lună cu două Zhōngqì, și altă lună fără Zhōngqì.

## Ciclul de 60 de ani
Ciclul de 60 de ani, lunile și zilele repetându-se în mod ciclic cu 10 elemente cerești (天干 tiāngān) și 12 simboluri de animale (地支 dìzhī). Ciclul de 60 de ani a fost introdus în timpul dinastiei Han în secolul III, azi Ciclul de 60 de ani respectiv ciclul de 12 ani a simbolurilor de animale este important pentru astrologia chineză.

### Cele 10 elemente
Cele 10 elemente (trunchiuri cerești) sunt combinații a celor 5 forme de transformare cu Yin și Yang (cer și pământ).
1. 甲 chin. jiă, jap. kinoe (木の兄) oder kō: Lemn și Yáng
2. 乙 chin. yĭ, jap. kinoto (木の弟) oder otsu: Lemn și Yīn
3. 丙 chin. bĭng, jap. hinoe (火の兄) oder hei: Foc și Yáng
4. 丁 chin. dīng, jap. hinoto (火の弟) oder tei: Foc și Yīn
5. 戊 chin. wù, jap. tsuchinoe (土の兄) oder bo: Pământ și Yáng
6. 己 chin. jĭ, jap. tsuchinoto (土の弟) oder ki: Pământ și Yīn
7. 庚 chin. gēng, jap. kanoe (金の兄) oder kō: Metal și Yáng
8. 辛 chin. xīn, jap. kanoto (金の弟) oder shin: Metal și Yīn
9. 壬 chin. rén, jap. mizunoe (水の兄) oder jin: Apă și Yáng
10. 癸 chin. guĭ, jap. mizunoto (水の弟) oder ki: Apă și Yīn

### Cele 12 simboluri de animale
1. 子 zĭ: Șobolan (鼠 shŭ), siehe Anul Șobolanului
2. 丑 chŏu: Bivol (牛 niú), siehe Anul Bivolului
3. 寅 yín: Tigru (虎 hŭ), siehe Anul Tigrului
4. 卯 măo: Iepure (兔 tù), siehe Anul Iepurelui
5. 辰 chén: Dragon (龍 lóng), siehe Anul Dragonului
6. 巳 sì: Șarpe (蛇 shé), siehe Anul Șarpelui
7. 午 wŭ: Cal (馬 mă), siehe Anul Calului
8. 未 wèi: Capră (羊 yáng), siehe Anul Caprei
9. 申 shēn: Maimuță (猴 hóu), siehe Anul Maimuței
10. 酉 yŏu: Cocoș (鷄 jī), siehe Anul Cocoșului
11. 戌 xū: Câine (狗 gŏu), siehe Anul Câinelui
12. 亥 hài: Porc (猪 zhū), siehe Anul Porcului

Cele 12 simboluri de animale sau ramuri sunt împărțite pe zile de 2 x 12 ore. Ora 24 fiind 子 iar 12 (prânz) 午, păstrându-se denumirea wŭqián (午前, din japoneză gozen = înaintea calului) pentru înainte de masă și wŭhòu (午後, jap. gogo = după cal) pentru după masă. Simbolurile de animale din horoscopul chinez spre deosebire de cel european care este influențat de poziția soarelui, cel chinez este influențat de poziția lunii. Această credință în horoscop se presupune că ar fi apărut în timpul dinastiei Han.

### Cele 60 de combinații
Pentru că 10 și 12 au numitorul comun 2 , există 10•12/2 = 60 de combinații de la trunchi la ramură (干支 gānzhī), de asemenea după prima combinație numită jiazi (甲子). În tabel sunt 60 de combinații a anilor ce aparțin de perioada 1864 - 2043. Important de menționat este faptul că Anul Nou al calendarului Gregorian corespunde Anului Nou chinez,

## Cele 24 de stații ale anului
Un an este împărțit in 24 de stații, cele 24 Jiéqì (節氣), care împart anul soarelui in 24 de părți asemănătoare, mai precis elipsa este împărțită în 24 de părți a 15° fiecare, care sunt importante pentru o agricultură tradițională. Din punct de vedere climatic această împărțire este adecvată pentru China de nord. Incepând cu Yǔshuǐ (雨水) fiecare a doua stație este un Zhōngqì (中氣). Pe motivul anilor bisecți din calendarul Gregorian determinat de diferența dintre o orbită circulară față de orbita eliptică a pământului apar diferențe de date care oscilează între două Jiéqì.

### Primăvara 春 Chūn
1. 立春 Lìchūn - Inceputul primăverii (3-5 Februarie)
2. 雨水 Yǔshuǐ - Anotimul ploios (18-20 Februarie)
3. 驚蟄 Jīngzhé - Apariția insectelor (5-7 Martie)
4. 春分 Chūnfēn - Echinocțiul de primăvară (20-22 Martie)
5. 清明 Qīngmíng - Perioada senină luminoasă (4-6 Aprilie) Sărbătoarea curățirea mormintelor.
6. 穀雨 Gǔyǔ - Ploile cerealelor respectiv Ploile semănăturilor (19-21 Aprilie) Perioada  semănatului.

### Vara 夏 Xià
1. 立夏 Lìxià - Inceputul verii (5-7 Mai). începutul iernii calde.
2. 小滿 Xiǎomǎn - recolta mică (20-22 Mai) formarea spicului, este recoltat grâul de iarnă.
3. 芒種 Mángzhòng - coacerea cerealelor (5-7 Iunie).
4. 夏至 Xiàzhì - Sosirea verii (21-22 Iunie), Solstițiul de vară, corespunde cu miezul verii) ziua cea mai lungă anului.
5. 小暑 Xiǎoshǔ - căldura mică (6-8 Iunie)
6. 大暑 Dàshǔ - căldura mare (22-24 Iunie)

### Toamna 秋 Qiū
1. 立秋 Lìqiū - Inceputul toamnei (7-9 August)
2. 處暑 Chǔshǔ - Sfârșitul căldurii (22-24 August)
3. 白露 Baílù - Roua albă (7-9 Septembrie) Începe iarna uscată.
4. 秋分 Qiūfēn - echinocțiul de toamnă (22-24 September)
5. 寒露 Hánlù - roua rece (8-9 Octombrie) Cad primele frunze.
6. 霜降 Shuāngjiàng - căderea brumei (23-24 Octombrie) Primul îngheț.

### Iarna 冬 Dōng
1. 立冬 Lìdōng - Începutul iernii (7-8 Noiembrie)
2. 小雪 Xiǎoxuě - Zăpadă moderată (22-23 Noiembrie)
3. 大雪 Dàxuě - Zăpadă mare (6-8 Decembrie)
4. 冬至 Dōngzhì - Sosirea iernii (21-23 Decembrie, Solstițiul de iarnă)
5. 小寒 Xiǎohán - Frig moderat (5-7 Ianuarie)
6. 大寒 Dàhán - Frig mare (20-21 Ianuarie)

## Sărbători tradiționale chinezești
| [Forma scurtă]       | [Forma lungă]        | Pinyin                                                                        | Traducere |
| -------------------- | -------------------- | ----------------------------------------------------------------------------- | --- |
| 春节 农历新年 过年   | 春節 農曆新年 過年   | chūn jié (Sărbătoarea de primăvară) nóng lì xīn nián gùo nián                 | Anul nou chinezesc (Anul Nou din calendarul chinez), cade pe a doua mai rar a treia lună nouă după Solstițiul de iarnă între 21 ianuarie și 21 februarie. |
| 元宵节 灯节          | 元宵節 燈節          | yuán xiāo jié dēng jié                                                        | Sărbătoarea lanternei, cade pe ziua de 15-a zi din 1 lună a lunii.                                                                                        |
| 清明节               | 清明節               | qīng míng jie (scurt: Qingming)                                               | Ziua morților, cade pe 4, 5 sau mai rar 6 Aprilie. cunoscut și sub numele de curățirea mormintelor.                                                       |
| 端午节               | 端午節               | duān wǔ jié                                                                   | Sărbătoarea dragonului pe apă, cade pe ziua 5 din a 5 lună a lunii. In China de Sud este sărbătorit și poetul Qu Yuan .                                   |
| 七夕节 乞巧节 女儿节 | 七夕節 乞巧節 女兒節 | qī xī qǐ qiǎo jié nǚ ér jié                                                   | Sărbătoarea îndrăgostiților, a 7 zi din a 7 lună a lunii.                                                                                                 |
| 中元节 盂兰盆会 鬼节 | 中元節 盂兰盆会 鬼節 | zhōng yuán jié ( Denumire Daoistă ) yú lán pén huì (Denumire budistă) guǐ jié | Sărbătoarea duhurilor, ziua 15 a lunii duhurilor, sau din a 7 lună a lunii.                                                                               |
| 中秋节               | 中秋節               | zhōng qiū jié                                                                 | Sărbătoarea lunii, , cade pe ziua de 15 din a 8 lună a lunii. se fac daruri cu prăjiturile lunii.                                                         |